# Jurumkuvejem
Jurumkuvejem (rusky Юрумкувеем) je řeka v Magadanské oblasti v Rusku. Je dlouhá 487 km. Povodí řeky je 44 700 km². Na dolním toku pod přítokem Enmyvaam se nazývá Belaja.

## Průběh toku
Pramení na severu Anadyrské vrchoviny. Ústí zleva do Anadyru.

### Přítoky
- zleva – Velká Pykarvaam, Čaavaam, Velká Osinovaja
- zprava – Enmyvaam

## Vodní režim
Zdrojem vody jsou převážně sněhové srážky. Během léta dochází k několika povodním, jež jsou způsobeny dešti. Zamrzá na konci října až na začátku listopadu a rozmrzá na začátku června.

## Využití
Slouží jako trdliště lososovitých ryb.